# Колосівська сільська рада
Колосівська сільська́ ра́да — адміністративно-територіальна одиниця та орган місцевого самоврядування у Кременецькому районі Тернопільської області. Адміністративний центр — село Колосова.

## Загальні відомості
- Територія ради: 29,55 км²
- Населення ради: 1 243 особи (станом на 2015 рік)

## Населені пункти
Сільській раді були підпорядковані населені пункти:
- с. Колосова
- с. Двірець
- с. Рудка

## Склад ради
Рада складалася з 12 депутатів та голови.
- Голова ради: Ковальчук Юлія Юхимівна
- Секретар ради: Смаглюк Василь Миколайович

### Керівний склад попередніх скликань
| Прізвище, ім'я, по батькові | Основні відомості                                                 | Дата обрання | Дата звільнення |
| --------------------------- | ----------------------------------------------------------------- | ------------ | --------------- |
| Ковальчук Юлія Юхимівна     | Сільський голова, 1960 року народження, освіта вища, позапартійна | 26.03.2006   | 31.10.2010      |
| Ковальчук Юлія Юхимівна     | Сільський голова, 1960 року народження, освіта вища, позапартійна | 25.10.2015   |                 |

Примітка: таблиця складена за даними сайту Верховної Ради України

### Депутати
За результатами місцевих виборів 2015 року депутатами ради стали:

#### За суб'єктами висування
| Суб'єкт висування | Кількість обраних депутатів | %   |
| ----------------- | --------------------------- | --- |
| Самовисування     | 12                          | 100 |

#### За округами
| № округу | Прізвище, ім'я, по батькові     | Дата визнання обраним | Освіта             | Партійна приналежність | Відомості про обраного депутата             |
| -------- | ------------------------------- | --------------------- | ------------------ | ---------------------- | ------------------------------------------- |
| 1        | Смаглюк Василь Миколайович      | 25.10.2015            | вища               | позапартійний          | Колосівська с/р, секретар                   |
| 2        | Степанюк Любов Анатоліївна      | 25.10.2015            | незакінчена вища   | позапартійна           |                                             |
| 3        | Мартинюк Анатолій Федотович     | 25.10.2015            | середня            | позапартійний          |                                             |
| 4        | Чоповський Сергій Володимирович | 25.10.2015            | незакінчена вища   | позапартійний          | Кременецьке ВП ГУНП в Тернопільські області |
| 5        | Бончик Тамара Максимівна        | 25.10.2015            | середня спеціальна | позапартійна           | Колосівська с/р, земле-впорядчик            |
| 6        | Міщена Євгенія Ростиславівна    | 25.10.2015            | середня спеціальна | позапартійний          | Колосівська ЗОШ, повар                      |
| 7        | Рамський Петро Калістратович    | 25.10.2015            | середня спеціальна | позапартійний          | священик                                    |
| 8        | Голдаєвич Віталій Васильович    | 25.10.2015            | середня спеціальна | позапартійний          |                                             |
| 9        | Трачук Віталій Васильович       | 25.10.2015            | вища               | позапартійний          |                                             |
| 10       | Рамський Яків Георгійович       | 25.10.2015            | середня            | позапартійний          |                                             |
| 11       | Боцюк Микола Терентійович       | 25.10.2015            | середня спеціальна | позапартійний          | Кременецький молоко завод                   |
| 12       | Сосюра Іван Юрійович            | 25.10.2015            | середня спеціальна | позапартійний          |                                             |